# البابا أندرياس اليهودي

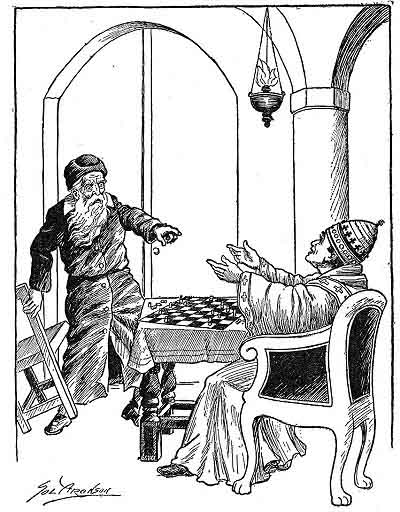
البابا أندرياس يكتشف أن الحاخام هو والده خلال لعبة الشطرنج. الرسم من كتاب حكايات وأساطير يهودية (1919).

البابا أندرياس اليهودي هي أسطورة حول بابا الفاتيكان اليهودي غير مؤكدة. كتبت الموسوعة اليهودية 1906: «وفقًا لوثيقة إسبانية قديمة المكتشفة بين بعض الصلوات ن قبل اليعازر بن سليمان اشكنازي» (فرانكفورت، 1854). وكان أندرياس يهوديًا وإبنًا لرجل دين يهودي الحاخام شمعون جادول، وأصبح مسيحيًا في وقت لاحق، ومن ثم أصبح كاردينال من ثم بابا.
وفقًا للأسطورة أثناء تولي أندرياس منصبه، دافع عن اليهود، نتيجة تفشي اضطهاد اليهود الوشيك. وفي لحظة حرجة، ظهر البابا على الساحة، ومن خلال إلقائه لكلمة في صالح اليهود، نجح في إخضاع العاطفة الشعبية. وأرسل اليهود وفدًا من رجالهم البارزين للتعبير عن امتنانهم للبابا. وترتبط الأسطورة أحيانًا مع البابا أناكليتوس الثاني والبابا ألكسندر الثالث لمواقفهم الإيجابية تجاه الشعب اليهودي.